# ジェニファー・フィッチャー
ジェニファー・クリスティーン・フィッチャー（Jennifer Christine Fichter、1984年12月8日 - ）は、アメリカ合衆国フロリダ州ポーク郡の元英語教師。2014年4月15日にレイクランド警察に逮捕され、17歳の3人の学生に対する多数の性的暴行罪で起訴された。

## 来歴

### 生い立ち
1984年12月8日に生まれ、2003年6月にフロリダ州ジャクソンビルのパクソン高等学校を卒業。2003年8月から2006年12月までフロリダ大学で英語を専攻し、学士号を取得。2007年8月13日から2008年12月19日まで、フロリダ州オレンジ郡のロビンスウッド中学校で教職に就き、8年生の生徒と不適切な接触をしたとの調査結果を受けて辞任した。

### 性的虐待
2011年8月29日、年俸40,530ドルでキャスリーン高校に英語教師として雇われた。勤務先のセントラル・フロリダ・エアロスペース・アカデミーはキャスリーン高校のキャリア・アカデミーで、レイクランド・リンダー国際空港でクラスを開いている。フィッチャーは2012年8月から2014年4月までの間に17歳の男子生徒3人と37回以上に亘り性的関係を持ったとして逮捕された後、2014年4月22日にポーク郡教育委員会により満場一致で解雇された。その内の1人との行為により妊娠中絶をした事も認めている。

### 裁判と判決
2014年6月7日、ポーク郡刑務所に520,000ドルの保証金で拘束された。2015年7月2日、フィッチャーは有罪判決を受け22年の禁固刑を言い渡された。ポーク郡の裁判官は、判決を言い渡す際に彼女をプレデター（捕食者）と呼んだ。グレン・T・シェルビー裁判官による判決は直ちに物議を醸し、特にヨーロッパでは異常に長い判決が多くの人々の批判を浴びた。フィッチャーは2020年現在ローウェル矯正施設に収監されており、2035年6月30日に釈放される予定である。